# Monte Tarinello
Il Monte Tarinello è un rilievo dei Monti Simbruini che si trova nel Lazio, nella Città metropolitana di Roma Capitale, nel comune di Vallepietra.
Il monte Tarinello fa parte del medesimo sistema montuoso del monte Tarino, essendo una sua propaggine di minor rilievo. 
Il monte Tarinello è diviso dal monte Tarino dal "pozzo della neve" ( depressione carsica ove vi si accumula la neve fino a primavera inoltrata).